# Róisín Shortall
Róisín Shortall (ur. 25 kwietnia 1954 w Dublinie) – irlandzka polityk i nauczycielka, parlamentarzystka, współzałożycielka i liderka Socjaldemokratów.

## Życiorys
Absolwentka University College Dublin, ukończyła studia z ekonomii i nauk politycznych. Pracowała jako nauczycielka w szkole podstawowej, zajmowała się edukacją dzieci niesłyszących.
W drugiej połowie lat 80. zaangażowała się w działalność polityczną w ramach Partii Pracy. W 1991 weszła w skład rady miejskiej w Dublinie. W 1992 po raz pierwszy została wybrana do Dáil Éireann. Z powodzeniem ubiegała się o poselską reelekcję w wyborach w 1997, 2002, 2007, 2011, 2016 i 2020, każdorazowo startując z okręgu Dublin North West.
W marcu 2011 objęła niższe stanowisko rządowe ministra stanu w departamencie zdrowia, odpowiadała za podstawową opiekę zdrowotną. Zrezygnowała z tej funkcji we wrześniu 2012. Opuściła w tym samym miesiącu także frakcję deputowanych Partii Pracy. W 2015 współtworzyła nowe ugrupowanie pod nazwą Socjaldemokraci, została jego współprzewodniczącą (funkcje współprzewodniczących objęli również Catherine Murphy i Stephen Donnelly, który w 2016 odszedł z partii). Róisín Shortall wraz z Catherine Murphy kierowała Socjaldemokratami do 2023, gdy na czele formacji stanęła Holly Cairns. W 2024 zrezygnowała ze startu w kolejnych wyborach do niższej izby parlamentu.